# Toornwerd
Toornwerd est un village qui fait partie de la commune de Loppersum dans la province néerlandaise de Groningue.